# Knight of Cups
Knight of Cups (v anglickém originále Knight of Cups) je americký dramatický film z roku 2015. Režisérem filmu je Terrence Malick. Hlavní role ve filmu ztvárnili Christian Bale, Cate Blanchett, Natalie Portman, Brian Dennehy a Antonio Banderas.

## Obsazení
| Christian Bale      | Rick            |
| Cate Blanchett      | Nancy           |
| Natalie Portman     | Elizabeth       |
| Brian Dennehy       | Joseph          |
| Antonio Banderas    | Tonio           |
| Wes Bentley         | Barry           |
| Armin Mueller-Stahl | otec Zeitlinger |
| Freida Pinto        | Helen           |
| Jason Clarke        | Johnny          |
| Ben Kingsley        | vypravěč        |